# Tomoru Honda
Tomoru Honda (本多 灯 Honda Tomoru?), född 31 december 2001, är en japansk simmare.

## Karriär
I juli 2021 vid OS i Tokyo tog Honda silver på 200 meter fjärilsim.
I juni 2022 vid VM i Budapest tog Honda brons på 200 meter fjärilsim. I oktober 2022 vid japanska kortbanemästerskapen noterade han ett nytt världsrekord på 200 meter fjärilsim med tiden 1.46,85, vilket var 1,39 sekunder snabbare än Daiya Setos tidigare rekord.
I februari 2024 vid VM i Doha tog Honda guld på 200 meter fjärilsim.